# Abaera flaviscida
Abaera flaviscida is een vlinder uit de familie van de snuitmotten (Pyralidae). De wetenschappelijke naam van de soort is voor het eerst geldig gepubliceerd in 1874 door Felder & Rogenhofer.